# Mamica-de-cadela
Mcv amica-de-cadela (Zanthoxylum subserratum) é uma planta muito comum nos cerrados, possui folhas simples e frutos que quando verdes, são muito leitosos, mas que quando maduros, adquirem uma cor alaranjada, e ficam muito saborosos, com um sabor adocicado.